# Sitio de Otrar
El sitio de Otrar fue un enfrentamiento militar librado en el contexto de la invasión mongola de Corasmia, entre las fuerzas atacantes del naciente Imperio mongol, al mando de Chagatai y Ogedei, hijos del jagán Gengis Jan, y las defensoras leales al Imperio jorezmita, encabezadas por el gobernador Inalyuk, ocurrido entre 1219 y 1220. El asedio acabó con la destrucción de la ciudad y la masacre de su guarnición. 

## Antecedentes

### Ciudad
Otrar, como típica ciudad de la zona, contaba con una ciudadela (kuhandiz) ubicada en terreno elevado y que servía como última línea de defensa. Luego tenían la zona intramuros (shahristán o sharistán) donde vivía la mayoría de la población y se encontraban las principales edificaciones. Por último, tenían los arrabales o suburbios (rabad) que se encontraban afuera de las murallas.
Otrar estuvo bajo el control de los karajánidas, vasallos del Kanato de Jara-Jitai. En 1204, su gobernante era Taj ad-Din Bilge Jan, quien dirigió un ejército para ayudar al sah de Corasmia, Mohamed II, para luchar contra los gúridas. Sin embargo, Jara-Jitai se vio debilitado por la unificación de las tribus de la meseta de Mongolia por Gengis Jan, lo que generó inestabilidad en la zona. Kuchlug, príncipe naimano que había sido vencido por los mongoles, logró usurpar el trono del kanato en 1211, y Mohamed II aprovechó para expandir sus dominios a costa del kanato, atacándolo mientras sus fuerzas estaban ocupadas con los naimanos. Sin embargo, poco después Kuchlug atacó las tierras del sah, pero los naimanos se retiraron rápidamente cuando los ejércitos del sah fueron a enfrentarlos.
Entre 1210 y 1212, Mohamed II se apoderó de toda Transoxiana y llegó tan al norte como Otrar, reemplazando a los gobernadores locales por sus partidarios. Taj fue arrestado y enviado a Nesa, donde fue asesinado. La usurpación de Kuchlug y su política religiosa posterior generaron tensiones entre los distintos grupos en todo el Turquestán.

### Imperio del sah
En 1218, Mohamed II controlaba la mayor parte de la meseta iraní y Asia Central, reclamando el título del Segundo Alejandro, sin embargo, su poder era tenue, pues su imperio estaba recién formado y su administración aún estaba desarrollándose. Además, su madre, Teken Jatun, ejercía un enorme poder en el imperio; el historiador estadounidense Peter Golden describió la relación entre el sah y su madre como «una diarquía incómoda» que solía actuar en desventaja para Mohamed II. Su colega soviético, Ziya Buniyatov, señaló que muchos decretos del sah eran invalidados por su madre. Ella se apropió de la capital corasmia, Gurganj, él debió trasladar su propia corte a una nueva capital, Samarcanda. Jatun, una princesa kipchak, manipuló la sucesión para favorecer a su nieto Uzlagh Sah en lugar de otro nieto, Jalal ad-Din Mingburnu, pues el primero era hijo de una mujer kipchak. También colocó a muchos de sus parientes en altos cargos de la administración.
Los kipchak eran odiados por los locales. No eran musulmanes y solían ser brutales, avaros y desleales. Por ello, en las primeras crónicas sobre la guerra, escritas todas por autores musulmanes, se suele culpar a su avaricia por la invasión. Un hermano de Jatun, Inalyuk, fue nombrado gobernador de la fronteriza ciudad de Otrar.

### Masacre
Por ser un punto vital de las rutas comerciales, Otrar recibió una caravana de mercaderes en el invierno de 1218-1219. Transportaban bienes como oro, plata, pieles de marta cibelina y seda, y sus integrantes eran seguidores de los noyan (compañeros cercanos o generales del jagán). Inalchuq los acusó de espionaje, ordenando su arresto y ejecución, mientras se apropiaba de los bienes. Los historiadores han debatido el papel de Mohamed II en este evento y la validez de la acusación. Aunque el cronista Nasawi atribuye todo a la avaricia del gobernador de la ciudad, la mayoría afirma que el sah ordenó o permitió la matanza. El alemán Paul Ratchnevsky afirmaba que el gobernador debió tener, al menos, un "acuerdo tácito" con su monarca para llevar a cabo tal acción. Es probable que la acusación de espionaje tuviera algo de verdad: tanto los jorezmitas como los mongoles eran conocidos por utilizar como espías a comerciantes y diplomáticos, quienes obtenían información estratégica valiosa y difundían propaganda favorable como parte de sus misiones.
Esta masacre sirvió de casus belli por dos razones. Primero, los enviados eran considerados inviolables por la yasa (ley mongola) y cualquier desaire que se les causara exigía reparaciones o venganza. Cuando Mohamed II reaccionó violentamente contra una segunda comitiva mongola que llegó exigiendo justicia sólo empeoró la situación. Segundo, inició una guerra económica. Los nómadas esteparios siempre habían estado muy preocupados por la santidad y la seguridad de las rutas comerciales: como los corasmios controlaban todas las rutas más allá de Otrar, los mongoles estaban ahora completamente aislados de sus socios comerciales en Oriente Próximo.

## Fuerzas enfrentadas

### Mongoles
Hay informes contradictorios sobre el tamaño de la fuerza invasora mongola. Las cifras más altas fueron calculadas por historiadores musulmanes medievales como Juzjani y Rashid al-Din Hamadani. El primero habla de 600 000 guerreros a caballo, pero no hay uniformidad en la cifra, ni siquiera en la misma edición, pues en otra parte se usa la cifra de 700 000. El cronista Hamadani usaba la cifra de 600 000 jinetes. El cronista Shams al-Dīn Aflākī afirmaba que los mongoles habrían sido 500 000.
Sin embargo, el militar estadounidense Roger W. Moore reduce la fuerza que asedio Otrar a 35 000 hombres. Otro militar de la misma nacionalidad, Dana Pittard, estimaba que el ejército de Jochi contaba con tres tumenes, el de Chagatai y Ogedei con igual cantidad y el de su padre y Tolui con cinco, estimando a cada tumen en unos 10 000 soldados. Su colega, Henry Uhrig, concordaba en todo excepto que el ejército del jagán contaba con cuatro tumenes, incluyendo uno compuesto por su guardia imperial. El historiador británico Basil Liddell Hart creía lo mismo que el anterior, sólo que agregaba dos tumenes que estarían a cargo de Yebe y unos 30 000 auxiliares distribuidos por todos los ejércitos. El historiador afgano Ali Ahmad Jalali estimaba que la fuerza sumaba en total 150 000 a 200 000 hombres, incluyendo 15 000 miembros del parque de ingenieros militares.
Tradicionalmente se ha asumido que un tumen era una división capaz de actuar de forma independiente y sumaba unos 10 000 soldados, sin embargo, esa noción ha sido muy criticada recientemente. Según el historiador Larry William Moses, dicha cifra no debe entenderse como literal pues sería una forma simbólica para indicar un gran número de personas. En las fuentes primarias existirían varios ejemplos de comandantes de tumenes que comandaban dos, tres o cuatro minganes, es decir, unidades de 1000 soldados. Esto significaría que los ejércitos mongoles eran mucho más pequeños que lo que antes se creía.
Jalali estimaba que el jagán dejó a varios tumenes (equivalentes a diez o quince mil mongoles) y la división de aliados uigures al mando de Chagatai y Ogedei para continuar el asedio de Otrar, otros tres tumenes (ocho a doce mil hombres) siguieron a Jochi al delta del Sir Daria con Jend como objetivo principal, una pequeña fuerza de cinco mil jinetes atacó Benaket y Gengis Jan y Tolui se dirigieron a Bujará. En total, las fuerzas de Gengis Jan sumaban 150 000 hombres movilizados. El erudito sueco Carl Sverdrup reduce el número de sitiadores a 11 000, incluyendo auxiliares uigures y algunos chinos.

### Jorezmitas
Abü Shâma, historiador damasceno del siglo XIII, afirmaba que el sah envió 400 000 a 600 000 soldados a tomar Bagdad cuando estuvo en guerra con el califa An-Násir, aunque sólo unos pocos volvieron vencidos. Sin embargo, según Athir sólo fueron 15 000 jinetes. Según esa fuente, después de la matanza, el sah se preocupó sobre qué hacer ante la previsible venganza mongola y el abogado Shihab al-Din al-Khîwaqî le aconsejó hacer una leva general en todo su imperio para reunir tropas y dinero.
Hamadani menciona que, antes de la invasión mongola, el sah contaba con 400 000 jinetes bien armados que distribuyó por la frontera norte, incluyendo 20 000 que guarnecieron Otrar. Nasawi distribuyó las tropas entre varias ciudades: 20 000 jinetes en Otrar a cargo de Inalyuk, 10 000 en Shahrkent a cargo de Kutlug Jan, 30 000 en Bujará a cargo de Inanj Jan y 40 000 en Samarcanda con Tagai Jan. En cambio, Juvaini y Bar Hebraeus afirmaban que el sah le asignó 50 000 biruni (auxiliares) como guarnición a Inalyuk, además de un contingente de 10 000 soldados que luego envió a cargo del general Qaracha. Hamadani sólo menciona los diez mil hombres de Qaracha. Por su parte, el lingüista británico Henry George Raverty mencionaba que el Tārīḵẖ-i Alfī estimó la guarnición de Otrar en 15 000 soldados. Sverdrup dio unas cifras muy inferiores, originalmente sólo 2000 defensores a los que se sumaron 1000 refuerzos traídos por Qaracha.

## Asedio

### Datación
Howorth estimó que el sitio se prolongó de finales de noviembre de 1218 hasta finales de abril de 1219, momento en que la ciudad cayó, aunque la ciudadela siguió resistiendo por otros dos meses, hasta junio, justo cuando el jagán llegaba a las puertas de Bujará. Según Raverty, el asedio comenzó cuando Gengis Jan llegó a las cercanías de Otrar a finales del otoño de 1219, posiblemente en septiembre. La ciudad cayó hacia febrero del año siguiente, coincidiendo con el ataque a Bujará. Raverty criticó duramente las estimaciones de Howorth. El militar estadounidense Steven Stinemetz creía que los mongoles llegaron a Otrar en diciembre de 1219; un mes después enviaron una división contra Juyand. El historiador Frank McLynn fechó la llega de los mongoles a Otrar en octubre de 1219, la muerte de Qaracha en enero de 1220, la caída de la ciudad en febrero y la captura de la ciudadela en marzo.

### Marcha
Mientras iniciaba su marcha al oeste, Gengis Jan envió por adelantado emisarios exigiendo al sah que castigara al gobernador de Otrar por la masacre para evitar la guerra. Estos mensajeros llegaron a la corte del sah amenazando con destrucción sino había un castigo para Inalyuk, pero el sah ordenó ejecutarlos. Gengis Jan reunió sus fuerzas a orillas del río Irtish durante el verano.
El jagán demandó soldados a sus vasallos del Imperio tangut, quienes se lo negaron. Sin darle mayor importancia en ese momento, el jagán cruzó el Irtish, pasó junto al lago Zaisán y el río Emil. Luego, cruzó las montañas Tarbagatai y llegó a la costa oriental del lago Baljash. En ese punto, el príncipe de los turcos carlucos, Arslan Jan, se sometió a su voluntad; lo mismo hizo Barchuq Art Tegin del Reino de Qocho, cuya capital era Besh Baligh (Beshbalik). También nombró al príncipe Siqnaq Tegin (Suqnaq Tigin) como nuevo gobernante de la ciudad de Almaliq. Así, se le incorporaron 10 000 uigures, 6000 carlucos y un contingente de Almaliq. También se mencionan a turcos öngutos, jitanos, solonos (de la tungús) y kirguises del Estado de Kem-Kemjiut.
El jagán tenía un gran ejército y lo organizó en tres cuerpos: dos alas y una vanguardia. Esta última quedó al mando de Chagatai, quien construyó resistentes puentes de pontones para que hasta los más pesados carromatos pudieran cruzar sin problemas. Estas obras fueron realizadas por equipos de ingenieros chinos, quienes también construyeron numerosas armas de asedio, lo que impresionó a los aliados del monarca mongol.
Los mongoles cruzaron el río Ilí, luego siguieron hasta Almaliq para descansar un tiempo y continuar hasta la orilla norte del lago Issyk-Kul. Cuando llegaron al río Chu, la frontera norte de los dominios del sah, Gengis Jan ordenó a sus hombres que no dispersarse en cacerías, no cansar innecesariamente a sus caballos y asegurarse que tenían todos los suministros que necesitaban. Finalmente, cruzaron aquel último límite y toda la fuerza llegó a Otrar, cuyas torres (fasil), murallas y el castillo (hisar) estaban bien defendidas, por lo que instalaron sus tienda real (bargah) frente al castillo. Según Juzjani, estaban agotados porque habían marchado durante tres meses por terreno difícil, pero se habían aprovisionado bien con leche y verduras y traían innumerables manadas de equinos.
Según han revelado las excavaciones arqueológicas, distintos muros se fueron construyendo uno encima de otro a medida que los más antiguos se iban desgastando, proceso que se repitió continuamente entre los siglos VIII y XV.

### Comienzo

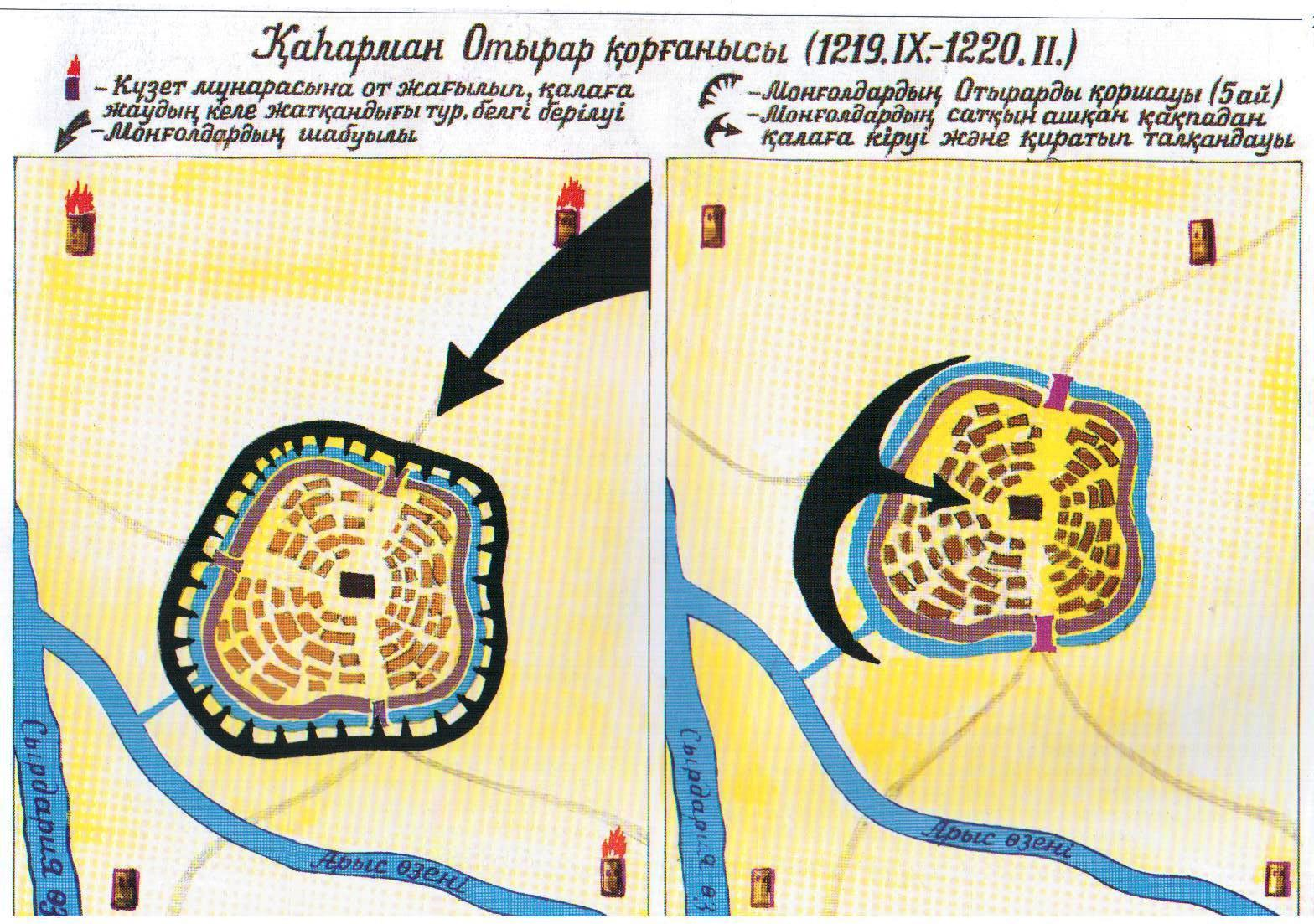
Primera fase: los mongoles rodean Otrar y destruyen las ciudades de los alrededores.
Segunda fase: los mongoles consiguen ingresar dentro de la ciudad y avanzan hacia la fortaleza.
En los mapas pueden verse los muros y el foso inundado alrededor de la ciudad, el río Arys en la parte inferior y el Sir Daria a la derecha. El cuadrado negro señala la ciudadela central.

Inalyuk había hecho todos los preparativos para resistir un asedio, además de instalar a sus hombres en puertas y murallas, mientras los invasores se fortificaron y empezaron a construir sus armas de asedio. Según Juvaini, desde los muros el gobernador podía contemplar: «que la llanura se había convertido en un mar embravecido de innumerables huestes y espléndidas tropas, mientras que el aire estaba lleno de clamor y alboroto por los relinchos de los caballos acorazados y el rugido de los leones con cota de malla». Los mongoles establecieron varias líneas fortificadas alrededor de la urbe y comenzaron el asedio.
El gobernante mongol decidió dejar el asedio a cargo de un ejército comandando por Chagatai y Ogodei, mientras que él y una gran reserva acampaban en el valle del río Arys, aprovechando de descansar después de la larga marcha. La ciudad fue rodeada, dejando aislada a su guarnición y enviándose divisiones en varias direcciones para saquear los alrededores. Cuando se encontraban con una ciudad o fortaleza, uno o dos tumenes se encargaban del asedio mientras la fuerza principal seguía su marcha, saqueando las cercanías. La estructura de mando mongol era muy flexible, permitiendo a su ejército concentrarse para un ataque masivo o dividirse en varios grupos pequeños para atacar varios objetivos a la vez o para flanquear y rodear concentraciones enemigas. Durante dos meses, el jagán estuvo en los alrededores de Otrar esperando que el sah viniera, cuando se dio cuenta de que eso no iba a pasar le ordenó a Jochi avanzar con un ejército sobre Jend (Jand) y Barjligh-Kent (Barshyn o Barchín) para conquistar todas las ciudades al norte del río. Su objetivo también era atacar a los kangli, aislando de toda posible ayuda a Transoxiana, pues la mayoría del ejército corasmio se componía de mercenarios de esa tribu. Según Jalali, era parte de la primera fase de la campaña, someter toda ciudad a orillas del Sir Daria.
El jagán también envió un contingente a Banakat (Fanakat) y a Juyand; Banakat, cerca de Taskent, era el punto en que llegaba al Sir Daria el camino que venía de Samarcanda, ciudad donde se encontraba Mohamed II. Entre tanto, Ogodei y Chagatai debían continuar el asedio de Otrar y el jagán se dirigiría contra Bujará, aunque Juzjani afirma que el monarca mongol sólo partió para Bujará después que cayó Otrar. Uigures y las tropas de Barchuq posiblemente ayudaron en el asedio.

### Planes
Según McLynn, el plan mongol debió ser provocar al sah para que liderada una expedición a romper el asedio de Otrar. Una vez cruzara el Sir Daria, los mongoles en Banakat le dificultarían cualquier retirada a la orilla sur, atrapando al ejército corasmio, y cuando Mohamed II intentara atacar a Chagatai y Ogedei, Gengis Jan podría atacar su flanco y Jochi su retaguardia, pues era poco probable que los jorezmitas hubieran descubierto al gran ejército de reserva oculto entre los montes del valle del Arys. Una victoria comparable a Gaugamela, Cannas o Zama. Sin embargo, se enteró de que el sah había dispersado sus fuerzas tratando de guarnecer las principales ciudades y fortalezas de su reino, por lo que no tenía un ejército de campaña para presentar una batalla abierta.
Según Athir, el general Abu Sa‘d ibn ‘Imran le había aconsejado al sah formar una línea defensiva en el Sir Daria, ya que cuando los mongoles llegaran después de meses de marcha serían incapaces de cruzar el río. En cambio, sus emires y cancilleres le dijeron que dejara que cruzaran el río, ya que al desconocer el terreno podrían fácilmente rodearlos y aniquilarlos. Nasawi opinaba que al dejar con una gran guarnición toda ciudad del reino, el sah perdió la oportunidad de atacar a los mongoles cuando estaban cansados por la marcha.
McLynn creía que Mohamed II debió confiar que la guarnición de Otrar podría aguantar la oleada mongola y posiblemente no deseaba cruzar el Sir Daria, sabedor que en caso de una derrota estaría atrapado con el río a su espalda, pero el sah no comprendió que había cedido la iniciativa estratégica, abandonando a su suerte a las ciudades al norte del curso fluvial. Quizás buscaba convertir al Sir Daria en una línea defensiva, para impedir a los invasores cruzar hacia el sur mientras que la guarnición de Otrar, de la que se había asegurado que fuera muy grande, los desgastaba, lo que sumaría al cansancio de meses de marcha. Así, los mongoles acabarían retirándose. Tal vez también ideó que su hijo Jalal al Din atacara a Jochi cuando se separó del principal ejército mongol. Sin embargo, todo su plan se basaba en que los mongoles eran los típicos nómadas con poco conocimiento sobre el asedio de ciudades, pero durante la década de guerra en China los guerreros de Gengis Jan habían aprendido mucho sobre este tipo de guerra.

### Final
Aunque Juzjani afirmaba que la ciudad cayó en poco tiempo, según Juvaini, cuando el asedio llevaba cinco meses la situación de los defensores se volvió desesperada, así que Qaracha discutió con Inalyuk sobre la posibilidad de rendirse y entregar la ciudad, pero el gobernador se negó, sabedor que era el causante de la guerra y no podía esperar misericordia de sus enemigos. Como también sabía que no podía escapar, Inayuk siguió luchando con todas sus fuerzas. Qaracha no continuó la conversación y esperó hasta la noche para intentar huir con la mayor parte de sus seguidores por la puerta Sufí Jana. Sin embargo, los mongoles lo detectaron y exterminaron a la mayoría de los fugitivos, capturando a Qaracha, y luego aprovecharon para entrar por esa puerta. Por intentar huir, demostrando su deslealtad a su monarca, Qaracha y sus compañeros fueron ejecutados. La población fue expulsada de la ciudad y se produjo un feroz saqueo.
Entre tanto, Inalyuk consiguió atrincherarse en la ciudadela con 20 000 soldados según Juvaini y Hamadani, cifra aceptada por Howorth, pero Raverty reconoce que algunas fuentes hablan de 6000 y otras de 8000; McLynn considera que la mayoría de los seguidores de Inalyuk pronto desertaron y se redujeron a 6000 fieles. Sea cual sea el número de defensores, el asedio de la fortificación duró otro mes de feroz resistencia hasta que los mongoles entraron y todos los corasmios fueron asesinados por las lanzas y espadas. Los defensores intentaron hacer salidas en grupos de cincuenta, pero siempre eran muertos o capturados y ejecutados. La lucha siguió hasta el techado, donde Inalyuk terminó por quedarse sin armas y acabó lanzando ladrillos que le pasaban doncellas. Al final sólo quedaron él y dos soldados, pero fueron capturados por los invasores, que le encadenaron.

## Consecuencias
Según Juvaini, la muralla y la ciudadela fueron destruidas hasta sus cimientos, el pueblo llano y los artesanos fueron perdonados, aunque muchos fueron reclutados como hashar y usados en el asedio de Samarcanda. En cambio, Juzjani afirmaba que todas las personas fueron pasadas a cuchillo. Howorth creía que la población fue perdonada, pero igualmente el asedio costó la vida de 200 000 civiles y 100 000 soldados. El grado de destrucción que los mongoles causaron en los siguientes años fue considerado una calamidad sin precedentes en el mundo islámico.
Inalyuk fue llevado al barrio de Kök-Sarai, en Samarcanda, donde fue ejecutado. El jagán había ordenado que lo trajeran ante él y mandó que le echaran plata fundida en las orejas como castigo. Nasawi menciona al visir Badr ad-Din al-'Amid, quien estaba enemistado con Mohamed II porque al tomar Otrar mató a su padre, Qadi al-'Amid Sa'd, a su tío paterno, Qadi Mansur, y a varios de sus primos y parientes paternos. Después de caer Otrar se entrevistó con Gengis Jan, le informó que el sah aún tenía un gran ejército de campaña con él y que mantenía muy malas relaciones con su influyente madre. Usando sus conocimientos, el visir fabricó cartas falsas de oficiales y de la sultana madre para fingir que estaban en negociando por separado con los mongoles, las que llegaron al sah y causaron la división del mando corasmio.

### Primaria
Los libros son citados en números romanos y capítulos y párrafos en números arábigos. Entre paréntesis se usaron los apellidos de los editores o traductores de las ediciones usadas para indicar las páginas. 
- Abü Shâma. Secuela de los Dos Jardínes al-Dhayl ʿalaʾl-rawḍatayn. Véase en al-Kawtharı, Muhammad Zâhid al-Hasan (1947). تراجم القرنين السديس والسبع (المعروف بالذيل عيد الروضتين) [Tarâjim al-qarnayn al-sâdis wa’l-sâbi‘ (al-ma‘rüf bi’l-dhayl ‘aid al-rawdatayn)] (en árabe). El Cairo: M. Z. al-Kawtharî. Véase también en Shams al-Din, Ibrahim (2002). كتاب تراجم رجال القرنين السادس والسابع المعروف بالذيل على الروضتين (en árabe) (1ª edición). Beirut: Dar al-Kutub al-Ilmiyyah. ISBN 2745133292.
- Ali ibn al-Athir. La historia completa. En Richards, D. S. (2016). The Chronicle of Ibn al-Athir for the Crusading Period from al-Kamil fi'I-Ta'rikh. The Years 589-629/1193-1231: The Ayyubids after Saladin and the Mongol Menace (en inglés) III. Londres: Routledge.
- Ata-Malik Juvayni. Historia del conquistador del mundo. En Boyle, John Andrew (1958). The History of the World-Conqueror (en inglés) I. Cambridge: Harvard University Press.
- Bar Hebraeus. Cronografía. En Wallis Budge, Ernest Alfred Thompson (1932). Bar Hebraeus' Chronography (en inglés). Londres: Oxford University Press (numeración de páginas según el PDF). Véase fragmentos en Dundon, Matthew J. (2021). Bar Hebraeus’ Chronography: A Translation into Mongolian with attached commentary (en inglés). Hohhot: Inner Mongolia University.
- Minhaj-i Siraj Juzjani. Una historia general de las dinastías mahometanas de Asia. En Raverty, Henry George (1881). T̤abakāt-i-Nāṣirī: A General History of the Muhammadan Dynasties of Asia, Including Hindustan; from A. H. 194 (810 A.D.) to A.H. 658 (1260 A.D.) and the Irruption of the Infidel Mughals Into Islam (en inglés) 2. Londres: Gilbert & Rivington. Véase también en Raverty, Henry George (1970). Tabakat-I-Nasiri (en inglés) 2. Nueva Delhi: Oriental Books Reprint Corporation.
- Mir Ahmed Nasrallah Thattvi. Historia de los Mil Años. En Majd, Ghulamriza Tabataba'i (2003). تاریخ الفی [Tarikh-i Alfi] (en persa). Teherán: Shirkat-i Intisharat-i 'Ilmi va Farhangi (8 volúmenes).
- Rashid-al-Din Hamadani. Compendium de Crónicas. En Arends, Alfred Kárlovich (1946). Сборник летописей (Книга 2) I. Moscú: Institut vostokovedenii︠a︡ (Akademii︠a︡ nauk SSSR). Véase también en Thackston, Wheeler McIntosh (1998a). Rashiddun Fazlullah's Jamiʻuʼt-tawarikh. Compendium of Chronicles: A History of the Mongols (en inglés) 1. Cambridge: Harvard University Press. Véase también en Thackston, Wheeler McIntosh (1998b). Rashiddun Fazlullah's Jamiʻuʼt-tawarikh. Compendium of Chronicles: A History of the Mongols (en inglés) 2. Cambridge: Harvard University Press.
- Shams al-Dīn Aflākī. Las fuentes del conocimiento. En Huart, Clement (1918). Les saints des derviches Tourneurs (en francés) I. París: E. Leroux.
- Shihab al-Din Muhammad al-Nasawi. Biografía de Jalal ad-Din Mingburnu. En Bunyatov, Ziya Musáyevich (1996). Сират ас-султан Джалал ад-Дин Манкбурны (en ruso). Moscú: Восточная литература.

### Moderna
- Atwood, Christopher (2004). Encyclopedia of Mongolia and the Mongol Empire (en inglés). Nueva York: Facts On File, Inc. ISBN 978-1-4381-2922-8.
- Azad, Arezou; Kennedy, Hugh (2018). «The Coming of Islam to Balkh». Authority and Control in the Countryside: From Antiquity to Islam in the Mediterranean and Near East (6th-10th Century) (en inglés). Leiden: Brill. pp. 284-312. ISBN 9789004386549.
- Barthold, Vasily (1968). Turkestan Down to the Mongol Invasion (en inglés) (3ª edición). Londres: Gibb Memorial Trust.
- Biran, Michal (2005). The Empire of the Qara Khitai in Eurasian History: between China and the Islamic World (en inglés). Cambridge: Cambridge University Press. ISBN 978-0-521-84226-6.
- Buniyatov, Ziya M. (2015). A History of the Khorezmian State under the Anushteginids, 1097-1231 (en inglés). Samarcanda: IICAS. Traducción ruso-inglés por Shahin Mustafayev & Thomas Welsford.
- Campbell, Katie (2021). Cities and the mongol conquest: urban change in Central Asia 1200-1400 (en inglés). Oxford: University of Oxford. ISBN 9783447199667.
- Can, Mesut (2015). «Orta Asya Kent Topoğrafyasına Dair Genel Kabuller Üzerine Bir Değerlendirme». IV. Turkey Graduate Studies Congress, 14-17 May 2015, Kütahya: Proceedings (en turco) III. Estambul: ILEM. pp. 145-148. ISBN 978-605-84009-4-8.
- Favereau, Marie (2021). The Horde: How the Mongols Changed the World (en inglés). Cambridge: Harvard University Press. ISBN 9780674244214.
- Golden, Peter B. (2009). «Inner Asia c.1200».  En Nicola Di Cosmo; Allen J. Frank; Peter B. Golden, ed. The Cambridge History of Inner Asia: the Chinggisid Age (en inglés). Cambridge: Cambridge University Press. pp. 9-25. ISBN 978-1-139-05604-5.
- Liddell Hart, Basil Henry (1984). Great captains unveiled (en inglés). Salem: Ayer. ISBN 0836906187.
- Howorth, Henry H. (1876). History of the Mongols from the 9th to the 19th Century: The Mongols proper and the Kalmusks (en inglés). Londres: Longmans, Green, and Co.
- Jackson, Peter (2017). The Mongols and the Islamic World: From Conquest to Conversion (en inglés). New Haven: Yale University Press.
- Jalali, Ali Ahmad (2017). A Military History of Afghanistan: From the Great Game to the Global War on Terror (en inglés). Lawrence: University Press of Kansas. ISBN 9780700624072.
- Jalali, Ali Ahmad (2021). Afghanistan: A Military History from the Ancient Empires to the Great Game (en inglés). Lawrence: University Press of Kansas. ISBN 9780700632633.
- May, Timothy Michael (2019). The Mongols (en inglés). Ámsterdam: Amsterdam University Press. ISBN 978-1-64189-095-3.
- McLynn, Frank (2015a). Genghis Khan: The Man Who Conquered the World (en inglés). Londres: Random House. ISBN 9781446449295.
- McLynn, Frank (2015b). Genghis Khan: his conquests, his empire, his legacy (en inglés). Boston: Da Capo Press. ISBN 978-0-306-82395-4.
- Moore, Roger W. (1943). «Capabilities Relearned». Military Review (Fort Leavenworth: US Army Command and General Staff College) XXIII (1): 58-60.
- Pittard, Dana J. H. (1994). Thirteenth Century Mongol Warfare: Classical Military Strategy of Operational Art? (en inglés). Fort Leavenworth: School of Advanced Military Studies.
- Ratchnevsky, Paul (1992). Genghis Khan: His Life And Legacy (en inglés). Cambridge: Blackwell. Traducción alemán-inglés por Thomas Nivison Haining. ISBN 0-631-16785-4.
- Stinemetz, Steven D. (1984). «Clausewitz or khan? The mongol method of military success». Parameters: Journal of the US Army War College (en inglés) (Carlisle Barracks: U.S. Army War College) XIV (1): 71-80.
- Sverdrup, Carl F. (2017). The Mongol Conquests: The Military Campaigns of Genghis Khan and Sübe'etei (en inglés). Amherst: Helion & Company. ISBN 978-1913336059.
- Uhrig, Henry T. (1970). «An Early Thunderbolt». Quarterly Review of Military Literature (en inglés) L (8): 75-82.

- Datos: Q111943842